# عبدالله الثنی
عبدالله الثنی (عربی: عبدالله الثني؛ زادهٔ ۷ ژانویهٔ ۱۹۵۴) سیاست‌مدار اهل لیبی وابسته به ژنرال خلیفه حفتر است.